# زل میلر
زل میلر (به انگلیسی: Zell Miller) (23 فوریه ۱۹۳۲–۲۴ مارس ۲۰۱۸) سناتور سابق عضو حزب دموکرات ایالات متحده آمریکا بود. وی در سال ۲۰۰۰ تا ۲۰۰۵ میلادی سناتور ایالت جورجیا در سنای ایالات متحده آمریکا بود.